# Оскійсько-умбрійські мови
Оскійсько-умбрійська , сабельська або сабельські мови — це вимерла група італійських мов, індоєвропейських мов, якими розмовляли в Центральній і Південній Італії оско-умбри, перш ніж їх замінила латинська, у міру розширення влади Стародавнього Риму . Їхні письмові свідчення розвивалися від середини 1 тис. до н.е. до перших століть 1 тис. н.е. Ці мови відомі майже виключно з написів, переважно оскійських та умбрійських, але є також деякі оско-умбрійські запозичення латиною.

## Зв'язок з італійськими мовами
Відповідно до оригінальної теорії Антуана Мейє, оско-умбрійські мови традиційно вважалися гілкою італійських мов, мовною сім'єю, яка об'єднувала латинську та фалісканську разом із кількома іншими спорідненими мовами.  Однак, цю унітарну схему критикували, зокрема, Алоїс Вальде, Вітторе Пізані та Джакомо Девото, які запропонували класифікувати італійські мови на дві окремі індоєвропейські гілки. Ця точка зору набула визнання у другій половині 20 століття, хоча точні процеси формування та проникнення в Італію залишаються об’єктом дослідження.  Однак такі прихильники, як Рікс, пізніше відкинули цю ідею, і унітарна теорія (що передбачає походження всіх італійських мов від єдиного спільного пращура) залишається домінантною. 

## Історичні, соціальні та культурні аспекти
Дві основні гілки сабельських мов, якими розмовляють у центрі італійського півострова, — оскійська на півдні та умбрійська на півночі від оскійської. До числа сабельських мов належать  : Volscian, Sabine, South Picene,, Marsian, Paeligni, Hernican, Marrucinian і Pre-Samnite.
Еквська і вестинська мови традиційно відносяться або до оскійської, або до умбрійської групи. Проте всі вони слабо засвідчені, і такий поділ не підтверджується доказами. Схоже, що вони могли бути частиною діалектного континууму, з умбрійською на півночі, оскійською на півдні та «сабельськими» мовами між ними (див. наступний розділ), які мають ознаки обох. 
Проте були також колонії, які розмовляли по-осканськи, розкидані по всій Південній Італії та Сицилії .Оскійська був мовою племен самнітів, могутніх ворогів римлян, яким знадобилися роки, щоб підкорити їх ( самнітські війни відбувалися з 370 р. до н.е. до 290 р. до н.е.).
Ці мови відомі з кількох сотень написів, датованих між 400 р. до н.е. і 1-им століттям. У Помпеях є численні оскійські написи, такі як посвяти в громадських будівлях і вивіски.
Умбрійська мова розпочала процес занепаду, коли умбри були підкорені римлянами, а процес романізації призвів до її загибелі. З усіх оско-умбрійських мов найвідоміша, в основному, завдяки  таблицям Ігувіна.

## Розповсюдження
Цими мовами говорили в Самнії та в Кампанії, частково в Апулії, Луканії та Брутії, а також Мамертинці в сицилійській колонії Мессана ( Мессіна ).

## Попереднє використання
Сабельська мова  спочатку була збірним етнонімом італійського народу, який населяв центральну та південну Італію під час римської експансії . Пізніше ця назва була використана Теодором Моммзеном у його Unteritalische Dialekte для опису доримських діалектів Центральної Італії, які не були ні оскійськими, ні умбрійськими. 
В даний час цей термін використовується для оскійсько-умбрійських мов в цілому. Слово «сабельський» колись застосовувалося до всіх таких другорядних мов, будь то оскійсько-умбрійська  чи ні. Північнопіценська мова  була включена, хоча залишається незрозумілим, чи пов’язана вона.

## Класифікація
Оксько-умбрійські мови або діалекти, про які збереглися свідчення: 
- Окська, з розмовними мовами в південному центральному регіоні Італійського півострова, який включає:
  - Оскійську мову ,яка  є найкраще документованою мовою групи, поряд з іншими різновидами, які погано відомі та вважаються пов'язаними з окською:
    - Marrucinian
    - Paeligni
- Умбрійська мова, на якій розмовляють у північній центральній частині півострова.
  - умбрійська
  - Marsian
  - Sabine
  - Volscian
  - Hernican
- Picene-Pre-Samnite
  - South Picene
  - Pre-Samnite, мова,яка  задокументована на півдні, але, здається, має характеристики, ближчі до South Picene, ніж до оскійської.
- Невідомо
  - Aequian
  - Vestinian (Швидше за все Оскійська, як і їхні сусіди Paeligni і Marrucini, з якими Vestinian були тісно пов'язані з. )

Мало задокументовані варіанти, відомі як «сабельські діалекти», без особливих доказів приписуються двом основним групам. Деякі автори сумніваються в такій традиційній класифікації, поміщаючи, наприклад, Aequian і Vestinian у протилежні гілки, замість того, щоб групувати їх разом. 

## Мовний опис
Оско-умбрійські мови були злитними флективними мовами з приблизно 5 різними морфологічними відмінками в однині, подібними до латинських .
- Villar, Francisco [італійською] (1997). Gli Indoeuropei e le origini dell'Europa [Indo-Europeans and the origins of Europe] (Italian) . Bologna, Il Mulino. ISBN 88-15-05708-0.